# Josef Fales
Josef Fales (en ucraniano: Йосип Георгійович Фалес, Svaliava, Checoslovaquia; 12 de junio de 1938 – Lviv, Ucrania; 17 de octubre de 2022) fue un futbolista, entrenador de fútbol y científico de Ucrania nacido en Checoslovaquia que jugaba en la posición de defensa.

## Carrera

### Club
| Periodo   | Club                                    |
| --------- | --------------------------------------- |
| 1957-1958 | Trudov Rezerve Lviv                     |
| 1958—1960 | Trudov Rezerve Leningrad                |
| 1961—1962 | Silmash Lviv                            |
| 1963—1965 | SKA Lviv                                |
| 1966—1967 | Naftovik Drohobych (jugador-entrenador) |

### Entrenador
Dirigió al SKA Lviv en 1987, aunque también fue consultor de los equipos militares de Checoslovaquia por cuatro años y de Argelia por cinco años.

### Tras el retiro
Fue profesor y jefe del departamento de fútbol de la Universidad Estatal de Cultura Física de Lviv, donde desarrolló 100 trabajos científicos.